# Epidendrum philippii
Epidendrum philippii är en orkidéart som beskrevs av Heinrich Gustav Reichenbach. Epidendrum philippii ingår i släktet Epidendrum och familjen orkidéer.
Artens utbredningsområde är Peru. Inga underarter finns listade i Catalogue of Life.